# NationMaster
NationMaster は国家を比較するための様々な統計資料が掲示されているデータベースサイト。単なる数値表だけでなく、円グラフや散布図といったグラフも豊富である。2003年5月末に設立され、多くのメディアから高い評価を受けている。2009年12月25日現在、9854の統計資料と4118の図が掲示されている。

## 情報源
NationMaster のデータベースは国勢調査、国際連合開発計画、ユネスコ統計機関、国際連合貿易開発会議、世界貿易機関、世界開発指標、世界資源研究所（World Resources Institute）、世界保健機関、経済協力開発機構報告書、ザ・ワールド・ファクトブックなどのパブリックドメインから構成されている。また、ウィキペディアの記事を一部ミラーしている。